# 太東岬
太東岬（たいとうみさき）は、千葉県いすみ市の九十九里浜南端リアス式海岸に位置する岬である。南房総国定公園に指定されている。岬には太東埼灯台が屹立する。別称は太東埼（たいとうざき）、愛称は恋のヴィーナス岬。

## 概要

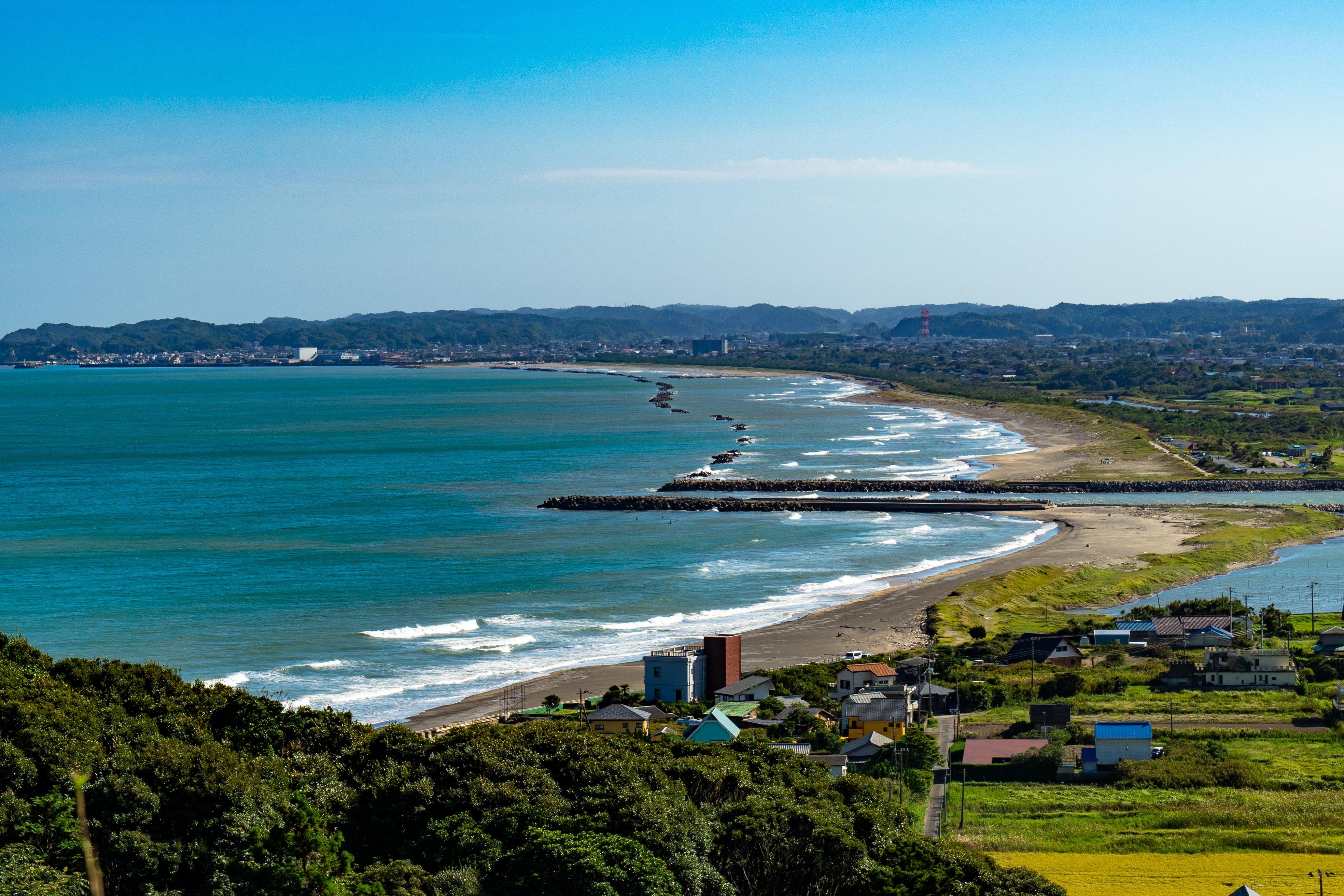
太東岬から望む日在浦・和泉浦海岸

房総丘陵東端の砂質凝灰岩からなり、標高は約10メートルから最高68.8メートルある。起伏に富んだ海岸延長は4.5キロメートルあり、太平洋まで断崖絶壁となっている。海食崖と海中の岩礁に砕ける荒波の雄大な風景は北側に位置する九十九里浜の景観と好対照となっている。
岬の周辺は公園として整備されている。北側には刑部岬から九十九里浜が弓なりに連なっており、太東漁港がある。南側には夷隅川の河口と大原の町並みが見える。南端の砂浜には日本で最初の国の天然記念物に指定されている太東海浜植物群落がある。

## 歴史
江戸時代は現在より数キロメートル海に突き出ていたという。元禄大地震と海蝕により現在の姿になった。戦時中は要塞として利用され、軍事施設が建てられたが、戦後撤去され、その土台のほとんどは岬の浸食により海中に没した。現在は少し奥まった位置に太東埼灯台が建てられている。

## 周辺施設

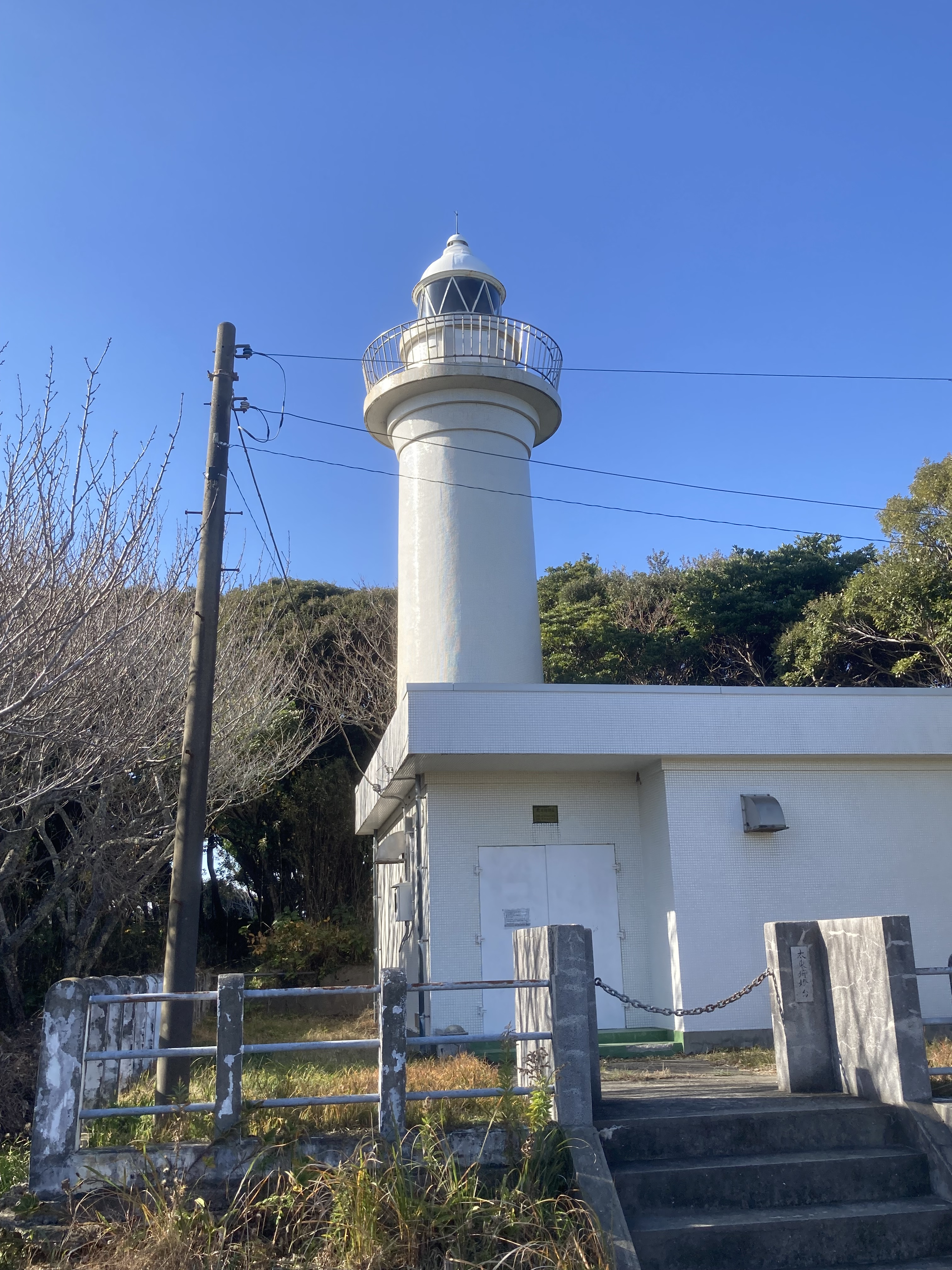
太東埼灯台（2023年12月撮影）

- 太東埼灯台
- 九十九里浜
  - 太東海水浴場
- 太東漁港（第1種漁港）
- 太東海浜植物群落
- いすみ市B&G海洋センター

## 交通

### 公共交通機関
- 鉄道
  - JR東日本外房線 太東駅より、徒歩約30分（太東埼灯台）

### 自動車
- 首都圏中央連絡自動車道（圏央道）市原鶴舞IC（木更津JCT方面から）、茂原長南IC（東金JCT方面から）
- 国道128号
- 駐車場
  - 太東埼灯台駐車場（無料）